# Spreenhagen
Spreenhagen est une commune d’Allemagne située dans l'ouest de l'arrondissement d'Oder-Spree, au Brandebourg.